# Sara Penton
Sara Penton (15 november 1988) is een voormalig wielrenster uit Zweden.
In 2017 werd Penton Zweeds nationaal kampioene op de weg. Een jaar later won ze brons op het Zweeds kampioenschap.
In 2016 reed ze voor de Belgische wielerploeg Lares-Waowdeals, van 2017 tot 2019 kwam ze uit voor het Deense Team Virtu en in 2020 en 2021 sloot ze haar carrière af bij het Britse Drops-Le Col. Haar laatste wedstrijd was de eerste vrouweneditie van Parijs-Roubaix, waar ze als 47e eindigde.

## Palmares
2017
- Zweeds kampioen op de weg, elite

2018
- Zweeds kampioenschap op de weg, elite

Bloch · Hansen · Kerwin · Koster · Mathiesen · Mustonen · Møllebro · Neben · Penton · Sand · Schweizer · Siggaard · Small · Villumsen
Aalerud · Guarischi · Koster · Kröger · Moberg · Pawłowska · Penton · Schmidt · Schweizer · Siggaard · Villumsen
Aalerud · Bastianelli · Bertizzolo · Guarischi · Koster · Kröger · Krogsgaard · Moberg · Neylan · Pawłowska · Penton · Schmidt · Siggaard
Bennett · Christian · Van 't Geloof · Martins · Meakin · Moberg · Lowden · Olsen · Penton · Smekal · Tacey
Bennett · Christian · Christmas · Van der Duin · Van 't Geloof · Martins · Meakin · Moberg · Lowden · Olsen · Penton · Smekal · Tacey · Towers